# Ladislaus Müller von Szentgyörgy
Ladislaus Müller von Szentgyörgy, in ungherese László Müller Szentgyörgy (Budapest, 18 ottobre 1855 – Budapest, 14 marzo 1941), è stato un diplomatico e nobile ungherese al servizio dell'impero austro-ungarico.

## Biografia
Nato il 18 ottobre 1855, figlio di un farmacista di Budapest, Ladislaus si laureò in giurisprudenza all'Università ungherese e studiò in seguito all'Istituto di Scienze Orientali di Vienna dove imparò il turco, l'arabo e diverse lingue slave meridionali oltre ad altre lingue del mondo occidentale. Entrò al servizio del ministero degli esteri austroungarico nel 1884 a Vienna. Nel 1896 venne elevato nei ranghi della nobiltà e dal 1900 al 1904 fu ambasciatore in Bulgaria. In questa sua facoltà mediò per portare la famiglia Coburgo-Koháry al trono bulgaro.
Nel marzo del 1904 Müller venne fatto rientrare a Vienna per essere nominato capo della seconda sezione del ministero degli esteri, succedendo a Kajetan von Mérey che era stato promosso sottosegretario. In questa sua funzione spettò a lui il compito di mediare la delicata questione dell'annessione della Bosnia-Herzegovina all'Austria-Ungheria nel 1908. Nel gennaio del 1909 venne promosso sottosegretario egli stesso ed elevato al rango di barone nel 1910.
Il 30 marzo 1912 il barone Müller von Szentgyörgy venne nominato ambasciatore imperiale in Giappone ma tornò a Vienna dopo la dichiarazione di guerra dei giapponesi contro l'Austria-Ungheria il 25 agosto 1914. Il 4 gennaio 1917 venne richiamato una seconda volta a servire come sottosegretario del ministero degli esteri austriaco ma venne rimpiazzato nel giugno di quello stesso anno dal barone von Flotow.
Visse gli ultimi anni a Vienna, ma con l'Anschluss del 1938 si trasferì nuovamente a Budapest dove morì il 14 marzo 1941 all'età di 85 anni.